# セルロース
セルロース（英: cellulose）とは、分子式 (C6H10O5)n で表される炭水化物（多糖類）である。植物細胞の細胞壁および植物繊維の主成分であり、天然の植物質の1/3を占め、地球上で最も多く存在する炭水化物である。繊維素（せんいそ）とも呼ばれる。自然状態においてはヘミセルロースやリグニンと結合して存在するが、綿はそのほとんどがセルロースである。
セルロースは多数のβ-グルコース分子がグリコシド結合によって直鎖状に重合した天然に存在する高分子であり、いわゆるベータグルカンの1種である。構成単位であるグルコースとは異なる性質を示す。

## 歴史
フランスの生化学者、アンセルム・ペイアンによって1838年に発見された。
1991年（平成3年）小林四郎らにより、セルラーゼを利用した酵素触媒重合を経て人工合成に初めて成功した。

## 抽出
粉砕した木片を脱脂して木粉とした後、塩素と酸（亜塩素酸ナトリウムと酢酸が使われる）による処理でリグニンと分ける。得られたホロセルロースにアルカリ処理を行うと、アルカリに不溶のαセルロースが分離する。分離した可溶部に再び酸を加えると、βセルロースからなる不溶部と、その他（γセルロース、ヘミセルロースなど）に分離する。

## 物理的性質

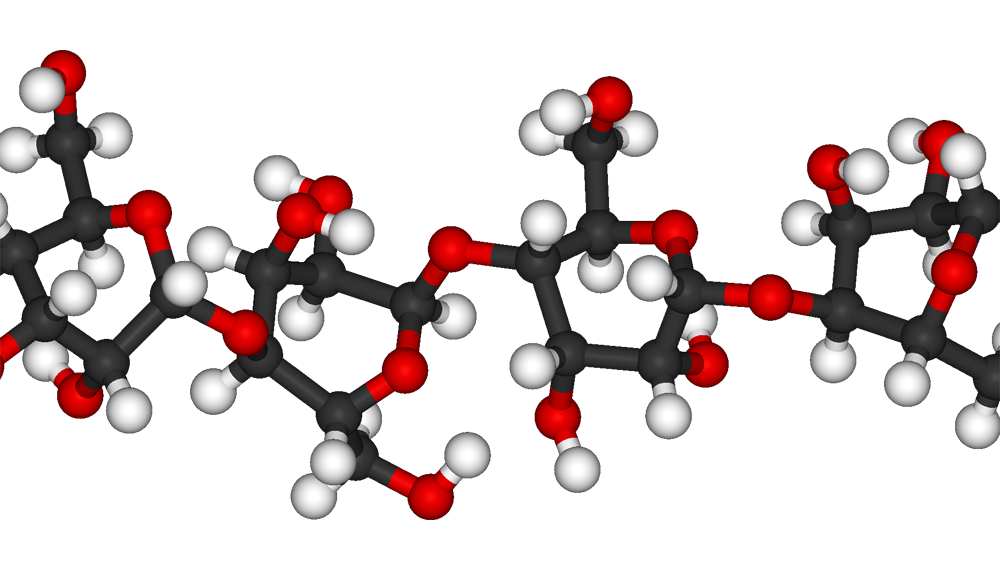
分子模型

- 冷水にも熱水にも溶けない。汎用される有機溶媒にも溶けない。
- イオン液体（溶融塩）に溶けることが2002年に報告されているほか、「セルロース溶剤」として幾つかの溶剤が見出されている。
- セルロースそのものに化学修飾を行うことにより、特定の溶媒への溶解性を付与することもできる。
- 結晶多形を示す。
- 25 MPaの圧力のもと、結晶性のセルロースを水の中で320 ℃まで加熱すると無定形に転移する[4]。

## 化学的性質
セルロースはβ-グルコースが重合した高分子であり、その分子は水素結合によってシート状になっている。これに対し、α-グルコース分子が重合したデンプンは、水素結合によってらせん状になっている。セルロースはヨウ素デンプン反応を示さない。デンプンと同じくグルコース分子を構成単位としながら、セルロースがヨウ素デンプン反応を示さないのは、この反応が分子の形状に由来するためである。
また、セルロースは加水分解によってグルコースに分解できるものの、非常に安定な分子であり、酸や塩基に対して強い抵抗性を示す。セルロースの加水分解には硫酸や塩酸が用いられるほか、酵素のセルラーゼが用いられる。リグニンと結合したセルロースは単独状態よりもさらに化学的に安定しているため、分解は非常に困難であり、工業的な利用を妨げている。

## 生合成
グルコースより、グルコキナーゼ (EC 2.7.1.2)・ヘキソキナーゼ (EC 2.7.1.1)、ホスホグルコムターゼ (EC 5.4.2.2)、UTP-グルコース-1-リン酸ウリジリルトランスフェラーゼ (EC 2.7.7.9)、UDP形成セルロースシンターゼ (EC 2.4.1.12) の作用を経て合成される。セルロースシンターゼは細胞膜上に存在する。UDP-グルコース生成までの反応経路はグリコーゲンの生合成経路と同じである。
EC 2.7.1.2: ATP + D-hexose → ADP + D-hexose-6-phosphate
EC 2.7.1.1: ATP + D-glucose → ADP + D-glucose-6-phosphate
EC 5.4.2.2: α-D-glucose-6-phosphate → α-D-glucose-1-phosphate
EC 2.7.7.9: UTP + α-D-glucose-1-phosphate → diphosphate + UDP-glucose
EC 2.4.1.12: UDP-glucose + (1,4-b-D-glucosyl)n → UDP + (1,4-β-D-glucosyl)n+1
この他に、中間体としてGTP-グルコースを経由する経路も存在する。
植物では普遍的にセルロース生合成が見られるが、いくつかの微生物のほか、動物では海産生物のホヤに生合成能があることが知られている。微生物のセルロース生合成で最もよく知られる例は酢酸菌（アセトバクター属など）によるものであり、ナタ・デ・ココはこの細菌によって作られたセルロースである。ホヤの生合成能は、感染や寄生などによる遺伝子の水平伝播によって獲得された生成能であることが示唆されている。

## 利用

### 食物繊維
野菜や果物、穀物類から摂取されるセルロースはヒトの消化酵素では分解されないが、不溶性食物繊維として整腸作用など様々な働きがあり、腸内細菌による分解を経てエネルギーとしても利用される。

### 再生繊維
綿やパルプから採取されたセルロースは短い繊維状になっており、これに化学処理を施して溶解させると、長い繊維状のセルロースとして再生することができる。
- ビスコースレーヨン
- 銅アンモニアレーヨン
- アセテート

### 綿火薬
セルロースを硝酸で処理すると、ニトロセルロースに変化する。これはセルロースの硝酸エステルであり、加熱や衝撃を与えると爆発する。煙を出さない無煙火薬の原料の1つとして用いられている。元々は綿をセルロース源としたことから、綿火薬と呼ばれていた。

### セルロイド
ニトロセルロース
透明度が高いなどの理由から、かつては映画のフィルムのベースとして使用されたほか、アニメーションのセル画にも使用された。しかし、古くなると自然発火する可能性があるため、保存性に問題がある。
酢酸セルロース
燃えやすいニトロセルロースの代替として使用されたが、透明度はニトロセルロースに劣る。

### バイオマスエタノール
セルロースをバイオマスから分離させ、酵素を用いてグルコースに分解し、微生物によってエタノールに変換させる方法である。第二世代バイオ燃料として期待される。セルロース系バイオマスからのエタノール生産に関しては、地球環境産業技術研究機構と本田技術研究所がコアとなる製造技術を発表している（参考：アルコール燃料）ほか、独立行政法人産業技術総合研究所が実証実験を行っている。アメリカ合衆国でも、ジョージ・ウォーカー・ブッシュ大統領がスイッチグラスという草を利用したバイオエタノールの生産について一般教書演説などで何度も言及し、予算をつけている。エタノール燃料を大規模に導入するためにはセルロースからのエタノール製造が必要になるのはほぼ確実であると、サイエンス誌にも掲載された。セルロースの加水分解による糖化処理が必要であり、これまではセルラーゼや亜臨界水を使用してセルロースを加水分解してきたが、メリーランド大学カレッジパーク校のスティーブ・ハッチソンは、チェサピーク湾の沼地で発見されたセルロース分解菌（サッカロファガス デグラダンス）が強力なセルロース細胞壁の分解能を有することを突き止めた。Zymetis社では、さらに効率良く糖に変更するために遺伝子を組み換え、72時間で1トンのセルロースバイオマスを糖に変換できることを実証した。
また、シロアリの消化器官内の共生菌によるセルロース分解プロセスがバイオマスエタノールの製造に役立つことが期待され、琉球大学や理化学研究所などで研究が進められている。

### セルロースナノファイバー
- ナノレベルの極細繊維。製造コストが安くなって（1キログラム当たり1,000円以下）、様々な利用が考えられている（自動車の車体、日焼け止めなどの化粧品、食品、ボールペン、消臭シートなど）。チクソ性がある。鉄より硬く（鉄の半分の重さで5倍以上の力に耐える)、樹脂と混ぜると軽く丈夫（厚さ2倍の場合、鉄より軽く同じ強度）になる[20]。
- 紙パルプの素材だけでなく、雑草や野菜などの搾りかすなどからも、それを取り出すことができるとしているほか、磯貝明（東京大学農学生命科学研究科）は「TEMPO（2,2,6,6-テトラメチルピペリジン 1-オキシル）」を用いて木からナノファイバーを簡単に取り出す研究を進めており、これを自動車の車体やスマートフォン、タブレットパソコンなどの各種機械類の素材に使うことにより、それらの軽量化を想定しているという。また、ナノファイバーを応用した薄いシートを活用して精密機械用電子部品の軽量化を進めるほか、スポーツ用シューズなどその他の化学品への応用も期待されている[21]。

## おもな誘導体
- ニトロセルロース
- アセチルセルロース
- セルロースエーテルの1種として、カルボキシメチルセルロース (CMC) が増粘用工業原料として種々の用途に使われている。

## セルロースを食べる動物
- シロアリ
- ヒメマルカツオブシムシ（幼虫）
- フナクイムシ